# پرباله‌ماهی راه‌راه

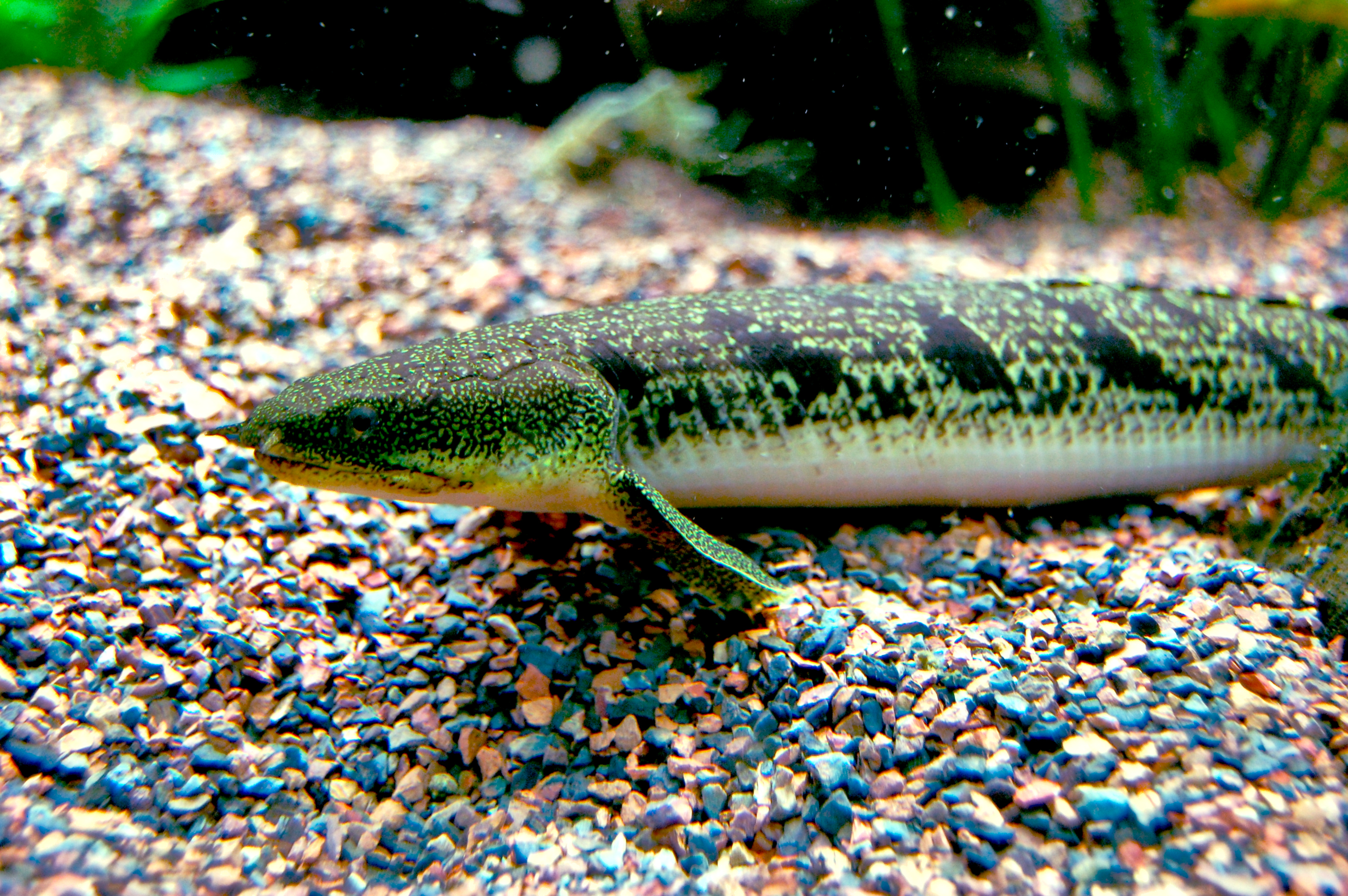
پرباله ماهی راه راه (Polypterus delhezi) در آکواریوم نیوانگلند، بوستون MA

پرباله‌ماهی راه‌راه (نام علمی: Polypterus delhezi) نام یک گونه از سرده پرباله‌ماهی است.